# Adrian
Adrian Adolph Greenburg (Naugatuck, 4 de marzo de 1903-Hollywood, 13 de septiembre de 1959), conocido simplemente como Adrian, fue un diseñador de vestuario y de moda estadounidense que destacó por los trajes realizados para el El mago de Oz y centenares de otras películas de la Metro-Goldwyn-Mayer entre 1928 y 1941. Normalmente aparecía acreditado en la pantalla con la frase "Vestidos por Adrian". Al inicio de su carrera adoptó como nombre profesional Gilbert Adrian, combinando el nombre de su padre con el suyo propio.

## Primeros años
Adrian nació el 3 de marzo de 1903, en Naugatuck, Connecticut, de Gilbert y Helena (Pollak) Greenburg. Gilbert había nacido en Nueva York y Helena en Waterbury, Connecticut. Ambas familias eran judías. Los abuelos, Joseph Greenburg y su esposa Frances procedían de Rusia, mientras Adolph Pollak y Bertha (Mendelsohn) Pollak eran de Bohemia y Alemania, respectivamente.
En 1920 Adrian ingresó en la New York School for Fine and Applied Arts (actualmente, Parsons School of Design). En 1922 se trasladó al campus de la NYSFAA en París, y mientras estaba allí, fue contratado por Irving Berlin para diseñar escenarios y trajes para la Music Box Revue 1922-23 en Nueva York.

## Carrera en Hollywood

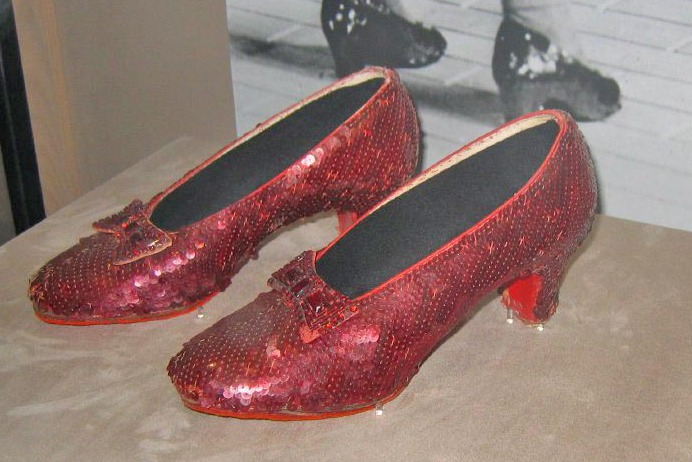
Los zapatos de rubíes originales diseñados por Adrian para el Mago de Oz, en exhibición en el Museo Smithsoniano.

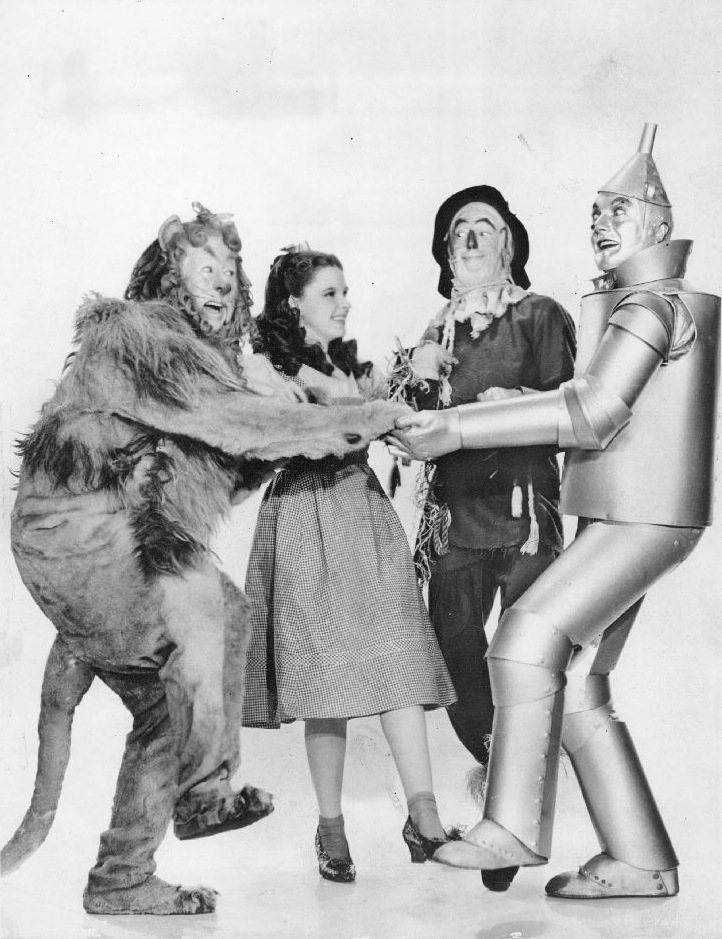
Los trajes diseñados por Adrian para El mago de Oz (1939), de izquierda a derecha: Bert Lahr, Judy Garland, Ray Bolger, y Jack Haley.

Adrian fue llevado a Hollywood en noviembre de 1924 por la esposa de Rodolfo Valentino, Natacha Rambova para diseñar el vestuario para The Hooded Falcon. Pero la compañía de Valentino se disolvió, y el primer crédito en pantalla de Adrian fue en la comedia de Constance Talmadge Her Sister from París. En 1925 Adrian fue contratado como diseñador de vestuario por el estudio de cine independiente de Cecil B. DeMille. En 1928 DeMille se mudó a la Metro-Goldwyn-Mayer, y Adrian fue provisionalmente contratado como diseñador de vestuario para M-G-M. Después de unos meses, firmó un contrato como diseñador jefe, permaneciendo finalmente durante trece años y 200 películas.

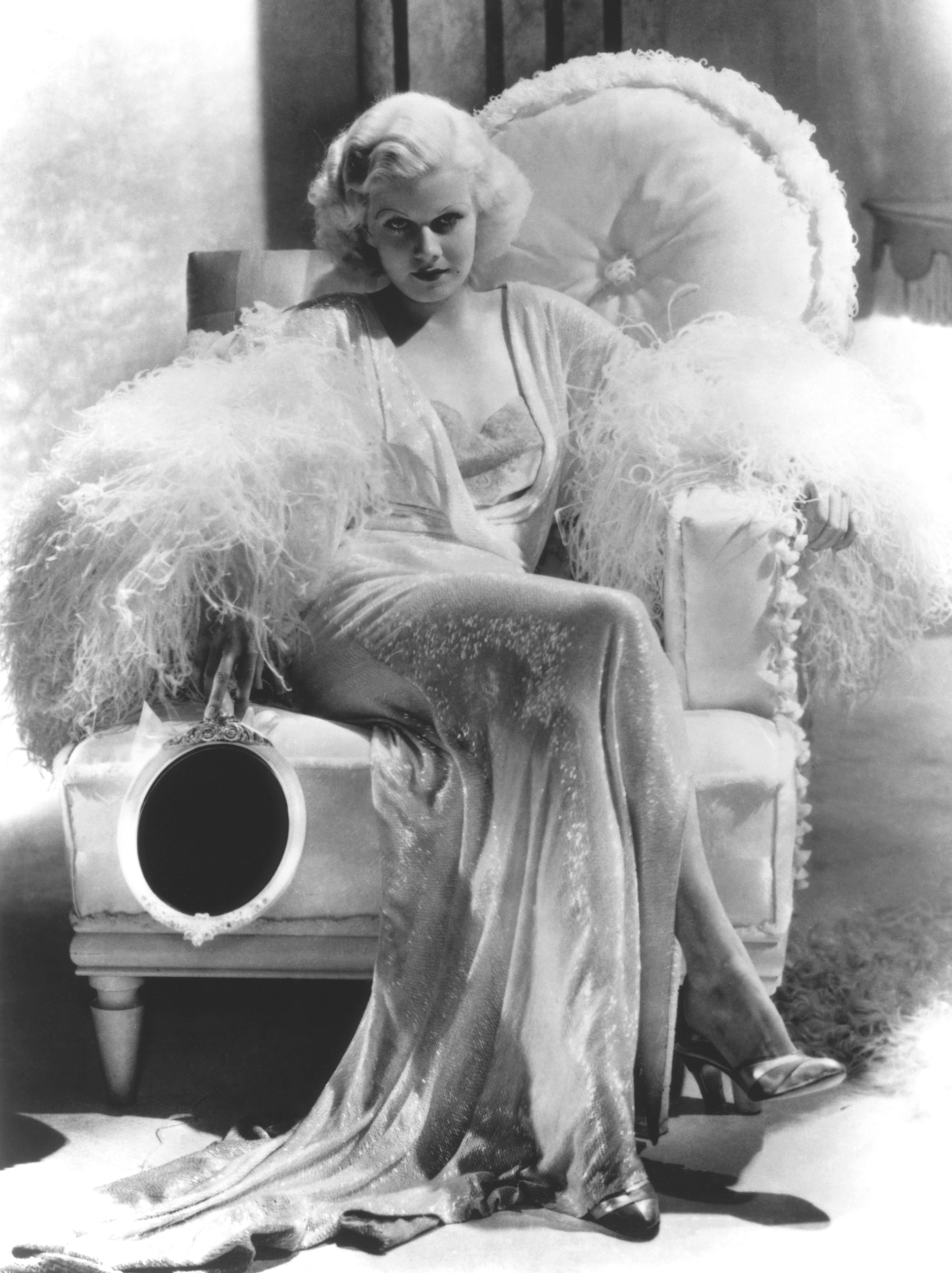
Jean Harlow con un vestido de noche y boa de marabú por Adrian, en una foto promocional de Cena a las ocho (1933) y publicada como portada de la revista Time en 1935.

Adrian trabajó con las estrellas femeninas más destacadas de la época: Greta Garbo, Norma Shearer, Jeanette MacDonald, Jean Harlow, Katharine Hepburn y Joan Crawford. Diseñó para veintiocho películas de Crawford, dieciocho de Shearer, y nueve de Harlow. Trabajó con Garbo desde 1928, cuando llegó, hasta 1941, cuando ambos abandonaron la compañía. El sombrero Eugenia que creó para su película Romance fue una sensación e influyó en el estilo de la sombrerería femenina. Cuando Adrian enfatizó los hombros de Crawford diseñándole trajes con hombreras, estos también crearon otra tendencia popular en la moda, siendo el origen de este estilo el famoso vestido Letty Lynton.
Adrian fue famoso por sus vestidos de noche, un talento mostrado en The Women. Aunque filmado en blanco y negro, The Women incluye un desfile de moda en Technicolor con los diseños de Adrian. El diseñador fue aclamado por los trajes de época de Romeo y Julieta, los trajes extravagantes de El gran Ziegfeld y los opulentos vestidos de Camille y María Antonieta. Adrian insistió en los mejores materiales y costureras para la ejecución de sus diseños, tratando con fabricantes de telas en Europa y Nueva York.
La película más conocida de Adrian es El mago de Oz, para la que diseñó los zapatos rojos de lentejuelas llevados por Judy Garland así como su vestido.
Adrian dejó MGM el 5 de septiembre de 1941, para abrir su propia empresa de moda. Había contemplado dejar MGM por un año o dos, molesto por las reducciones presupuestarias causadas por la Gran Depresión y los cambios en el gusto del público. Tuvo un serio desacuerdo con el director George Cukor, el productor Bernard Hyman, y el jefe de MGM Louis B. Mayer sobre el estilo de vestuario que tendría que llevar Greta Garbo en Two-Faced Woman, cuya preproducción empezó aproximadamente en abril de 1941. Adrian aparentemente decidió abandonar el estudio después de ello, notificando su decisión a la MGM el 16 de julio de 1941. La salida de Adrian del estudio fue una sorpresa para Louis B. Mayer. El último día de Adrian fue el 15 de agosto, pero se ofreció a quedarse para concluir varios proyectos. Mayer le mantuvo en nómina hasta el 5 de septiembre. Adrian no fue rescindido por MGM, ni renunció; su contrato de tres años simplemente expiró. Robert Kalloch, jefe de vestuario y diseñador de moda de la Columbia Pictures, fue nombrado para sustituir a Adrian, en gran parte porque sus diseños se parecían mucho a los de él.
Adrian continuó diseñando ocasionalmente para proyectos cinematográficos en los años 1940, destacando Humoresque en 1946.

## Sexualidad y matrimonio

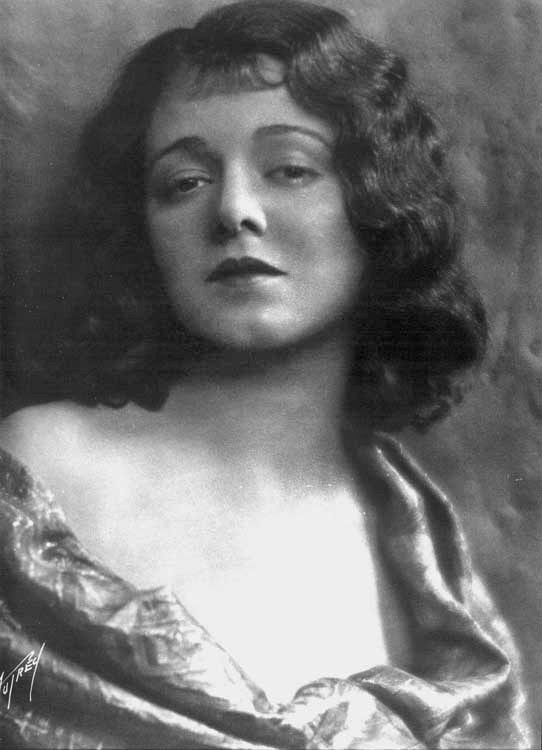
Janet Gaynor, esposa de Adrian.

Aunque se rumoreaba fuertemente en el mundillo hollywoodiense que el soltero Adrian era gay, se casó con Janet Gaynor el 14 de agosto de 1939. Aunque se sospechaba que el matrimonio podría haber sido una respuesta de la industria para acallar los rumores, tanto Adrian como Gaynor afirmaron estar felizmente casados, y se mantuvieron unidos hasta su muerte en 1959. Tuvieron un hijo, Robin (nacido el 6 de julio de 1940).

## Diseñador de moda
En 1942 Adrian estableció Adrian, Ltd., en 233 North Beverly Drive, Beverly Hills, en el edificio anteriormente ocupado por el restaurante Victor Hugo. Los minoristas lo habían tentado antes para diseñar para la venta pública pero rechazó esas ofertas. En 1932 Macy's Cinema Shop había copiado su trabajo con la aprobación tácita del estudio, de la misma manera que los grandes almacenes estadounidenses ofrecían "modas de París", que eran copias no aprobadas de las obras de los modistos franceses.
La línea de moda de Adrian llenó el vacío dejado por París, el cual no podía exportar durante la ocupación alemana. Las mujeres estadounidenses respondieron favorablemente a los diseños de Adrian, que ejerció así una fuerte influencia en la moda estadounidense hasta finales de los años 1940.
Adrian regresó a M-G-M en 1952 para un filme, Lovely to Look At. Nunca fue nominado a un Premio Óscar porque la categoría al Mejor Vestuario aún no había sido introducida cuando trabajaba para los estudios.

## Enfermedad, jubilación, y muerte
Adrian padeció un ataque al corazón en 1952. Como nunca asignó trabajo a asistentes, prefiriendo hacer todos los bocetos y diseños él mismo, el negocio no podía ser continuado bajo su nombre. Consiguientemente, se vio obligado a cerrar Adrian, Ltd.
Adrian y su mujer Janet compraron una fazenda (rancho) en Anápolis, en el estado de Goiás, en el interior de Brasil. Pasaron unos cuantos años desarrollándolo, frecuentemente en la compañía de sus amigos Richard Halliday y Mary Martin.
En 1958 Adrian salió de su retiro para diseñar los trajes para At the Grand, una versión musical teatral de la película de 1932 Grand Hotel que protagonizó Paul Muni y Viveca Lindfors y que solo tuvo funciones en Los Ángeles y San Francisco.
En 1959 Adrian fue contratado para diseñar los trajes para el próximo musical de Broadway, Camelot. Mientras trabajaba en este proyecto en su estudio, Adrian sufrió un ataque al corazón fatal. Le fue otorgado póstumamente el Premio Tony al Mejor Vestuario para un Musical. Fue enterrado en el Hollywood Forever Cemetery.

## Filmografía seleccionada
- Cobra (1925)
- Her Sister from Paris (1925)
- The Eagle (1925)
- The Volga Boatman (1926)
- Fig Leaves (1926)
- For Alimony Only (1926)
- Young April (1926)
- Gigolo (1926)
- The Little Adventuress (1927)
- Vanity (1927)
- His Dog (1927)
- The Country Doctor (1927)
- The Fighting Eagle (1927)
- The Angel of Broadway (1927)
- The Wise Wife (1927)
- Dress Parade (1927)
- The Forbidden Woman (1927)
- The Wreck of the Hesperus (1927)
- The Main Event (1927)
- My Friend from India (1927)
- Chicago (1927)
- Almost Human (1927)
- A Ship Comes In (1928)
- Let 'Er Go, Gallegher (1928)
- What Price Beauty? (1928)
- Stand and Deliver (1928)
- The Blue Danube (1928)
- Midnight Madness (1928)
- Skyscraper (1928)
- Walking Back (1928)
- The Masks of the Devil (1928)
- Dream of Love (1928)
- A Lady of Chance (1928)
- A Woman of Affairs (1928)
- A Single Man (1929)
- Wild Orchids (1929)
- The Bridge of San Luis Rey (1929)
- The Godless Girl (1929)
- The Trial of Mary Dugan (1929)
- The Last of Mrs. Cheyney (1929)
- The Single Standard (1929)
- Our Modern Maidens (1929)
- The Unholy Night (1929)
- The Thirteenth Chair (1929)
- The Kiss (1929)
- Untamed (1929)
- Dynamite (1929)
- Their Own Desire (1929)
- Devil-May-Care (1929)
- Marianne (1929)
- Not So Dumb (1930)
- Anna Christie (1930)
- A Lady to Love (1930)
- A Lady's Morals (1930)
- Montana Moon (1930)
- This Mad World (1930)
- The Divorcee (1930)
- Redemption (1930)
- The Rogue Song (1930)
- In Gay Madrid (1930)
- The Lady of Scandal (1930)
- The Florodora Girl (1930)
- Our Blushing Brides (1930)
- Let Us Be Gay (1930)
- Romance (1930)
- Private Lives (1931)
- Possessed (1931)
- A Free Soul (1931)
- Laughing Sinners (1931)
- Grand Hotel (1932)
- Red Dust (1932)
- Letty Lynton (1932)
- Smilin' Through (1932)
- Huddle (1932)
- Strange Interlude (1932)
- Today We Live (1933)
- Dinner at Eight (1933)
- Queen Christina (1933)
- The Cat and the Fiddle (1934)
- The Barretts of Wimpole Street (1934)
- The Merry Widow (1934)
- Nana (1934)
- Naughty Marietta (1935)
- Anna Karenina (1935)
- I Live My Life (1935)
- Rose Marie (1936)
- Wife vs. Secretary (1936)
- Love on the Run (1936)
- The Great Ziegfeld (1936)
- Romeo and Juliet (1936)
- San Francisco (1936)
- The Gorgeous Hussy (1936)
- Born to Dance (1936)
- Camille (1937)
- La novia vestía de rojo (The Bride Wore Red, 1937)
- Double Wedding (1937)
- El último adiós a la señora Cheyney (The Last of Mrs. Cheyney, 1937)
- Maytime (1937)
- Conquest (1937)
- The Firefly (1937)
- The Girl of the Golden West (1938)
- The Shopworn Angel (1938)
- Sweethearts (1938)
- Marie Antoinette (1938)
- The Wizard of Oz (1939)
- Balalaika (1939)
- The Women (1939)
- Strange Cargo (1940)
- New Moon (1940)
- Susan and God (1940)
- The Philadelphia Story (1940)
- Pride and Prejudice (1940)
- Boom Town (1940)
- When Ladies Meet (1941)
- Two-Faced Woman (1941)
- Ziegfeld Girl (1941)
- Woman of the Year (1942)
- Flight for Freedom (1943)
- Slightly Dangerous (1943)
- Humoresque (1946)
- Possessed (1947)
- Rope (1948)
- Lovely to Look At (1952)